# Palit
Palit is een plaats in de gemeente Rab in de Kroatische provincie Primorje-Gorski Kotar. De plaats telt 1601 inwoners (2001).